# Beraeamyia kutsaftikii
Beraeamyia kutsaftikii är en nattsländeart som beskrevs av Malicky 1975. Beraeamyia kutsaftikii ingår i släktet Beraeamyia och familjen sandrörsnattsländor. Inga underarter finns listade i Catalogue of Life.